# Плейбек-театр
Плейбек-театр (також театр плейбек, англ. Playback Theatre, букв. переклад «театр відтворення») — різновид інтерактивного театру імпровізації, що складається з двох основних комплементарних практик: розповіді глядачами особистих історій на публіку та миттєвої художньої інсценізації акторами цих розповідей у специфічних формах. У дійстві плейбек-театру завжди є ведучий (на проф. сленгу «кондактор»), який організовує ці практики та супроводжує увесь процес, від вступного до заключного слова.
У плейбек-театрі інсценізуються не літературні твори (на відміну від театру репертуарного) і не особисті змісти виконавців (на відміну від театру «чистої імпровізації»), а індивідуальні історії присутніх на виставі глядачів, тобто будь-кого з бажаючих, випадкових людей.
Дійство плейбек-театру зазвичай називають «перформансом», оскільки в ньому акцент не на результаті, а на процесі творчості, з чого випливає безпосередня цінність мистецьких дій учасників у режимі реального часу: і розповіді глядачів, і гра акторів, музикантів, інших творців, і реакції ведучого та всіх присутніх є великою мірою непередбачуваними, спонтанними. У плейбек-театрі використовуються також партиципативні (напр., вихід глядача на сцену) та імерсивні (напр., прохання до зали поділитися історією один з одним) театрально-акціоністські елементи.

### Історія плейбек-театру
Плейбек-театр виник у м. Нью-Палц (США) у 1975 році, на сьогодні існує в тому чи іншому вигляді у понад 75-ти країнах світу. В Україні існує з 2001 року.
У 1990 році було створено міжнародну організацію («Мережу») плейбек-театрів («The International Playback Theatre Network» — «IPTN»), у 1993-му — школу («Центр») підготовки практиків і тренерів («Centre for Playback Theatre») із власними програмами навчання за встановленими стандартами, у 2017-му — незалежний блог плейбек-театру («Playback Theatre Reflects»), є спільні ресурси у соціальних мережах; проводяться дослідження; друкується власний часопис («Interplay», з 1990 року, «IPTN Journal», з 2015 року), виходять статті, методичні посібники та монографії, відеоблоги; проводяться міські, національні, міжнародні та інші зустрічі, конференції, семінари, фестивалі тощо.

### Соціальна роль плейбек-театру
Соціальний вектор плейбек-театру розглядається у таких трьох контекстах:
1. Сучасного театру з його мистецькими рисами, передусім перформативністю (з її інтерактивністю), партиципаторністю (з імпровізацією та частковою імерсивністю), іноді ритуалізованістю.
2. Унікальної психологічної атмосфери плейбек-театральних подій – поєднанням 4-х цінностей (феноменів): гри, занурення, єдності та свободи[5].
3. Прикладного застосування для соціально-психологічного супроводу[6] чи психосоціальної підтримки: спрямованістю на опосередковану допомогу через активізацію роботи спільнот, підживлення комунікативних ресурсів особистості тощо.

Іноді плейбек-театр також використовується як інструмент соціальних змін на рівні малих та середніх, закритих та відкритих, однорідних та неоднорідних груп. Комплексний соціально-психологічний ефект, який відчуває на собі група, пояснюється концептом «наративної ретикуляції», запропонованим автором ідеї і засновником плейбек-театру Джонатаном Фоксом у 2013 році.

## Бібліографічний список основних літературних джерел з плейбек-театру
1. Бистревський В. Ю. Психологічний театр Playback як форма прояву творчості / В. Ю. Бистревський // Творчість як корисне здійснення блага через істину у красі: матер. X Міжнар. наук.-практ. конф. (м. Київ, 14–15 травня 2009 р.) / уклад. Б. В. Новіков. — К. : ІВЦ "Видавництво «Політехніка», 2009. — 448 с. — С. 162—163.
2. Гислер К. Б. Акт служения или как нам необходим «крот» / К. Б. Гислер // Психодрама и современная психотерапия. — 2012. — № 1–2. — 160 с. — С. 117—119.
3. Грабская И. А. У меня есть история… / И. А. Грабская // Психодрама и современная психотерапия. — 2011. — № 1–2. — 120 с. — С. 95–102.
4. Гудыменко Т. С. Плейбек-театр как способ гармонизации межличностных отношений / Т. С. Гудыменко // Психодрама и современная психотерапия. — 2012. — № 1–2. — 160 с. — С. 112—116.
5. Дмитриева М. Playback-театр: игра без сценария [Электронный ресурс] / Мария Дмитриева // Опубликовано в сети Интернет 11.07.2014. — Режим доступа: http://www.cablook.com/mixlook/playback-teatr-igra-bez-stsenariya/
6. Журин Ю. Размышление о плейбэке человека, практикующего плейбэк и психодраму [Электронный ресурс] / Юрий Журин // Опубликовано в сети Интернет 30.03.2010. — Режим доступа : http://www.psihodrama.ru/t554.html
7. Загряжская Е. А. Развитие психотерапевтического потенциала Плэйбэк театра: понимание «сверхзадачи» истории и жанр игры / Е. А. Загряжская, И. В. Лобанов // Журнал практического психолога. — 2010. — № 3. — 200 с. — (Тематич. вып. : Психодрама и театр). — С. 91–118.
8. Загряжская Е. Формы игры в плэйбэк театре / Е. Загряжская, В. Романова // Журнал практического психолога. — 2010. — № 3. — 200 с. — (Тематич. вып. : Психодрама и театр). — С. 62–76.
9. Зимина М. А. Рождение Театра / М. А. Зимина, С. А. Соболева, Е. А. Левитина // Психодрама и современная психотерапия. — 2012. — № 1–2. — 160 с. — С. 150—152.
10. Єфимова І. В. Соціально-психологічні особливості зворотного зв'язку між суб'єктами допологової підготовки: дис.[недоступне посилання з липня 2019] … канд. психол. наук: спец. 19.00.05 «Соціальна психологія; психологія соціальної роботи» / Єфимова Ірина Вікторівна. — К. : Інститут соціальної та політичної психології НАПН України, 2015. — 272 с.
11. Кандибур Р. Г. Значение символов в национальном плейбек-театре / Р. Г. Кандибур // Психодрама и современная психотерапия. — 2012. — № 1–2. — 160 с. — С. 139—145.
12. Кипнис М. Театр «Плейбек» / М. Кипнис // Кипнис М. Актерский тренинг. Более 100 игр, упражнений и этюдов, которые помогут вам стать первоклассным актером / М. Кипнис. — М. : АСТ: АСТ МОСКВА; СПб. : Прайм-ЕВРОЗНАК, 2008. — 250 с. — С. 140—145.
13. Корниенко П. Интервью с Андреем Шадурой, 8 октября . [Электронный ресурс] / Павел Корниенко ; интервьюеры: Е. Загряжская, С. Кравец // Опубликовано в сети Интернет 01.10.2008. — Режим доступа : http://www.psihodrama.ru/t187.html
14. Крымова Д. История Плейбек-Театра в России [Электронный ресурс] / Дарья Крымова // Опубликовано в сети Интернет 12.09.2008. — Режим доступа : http://aquatoriya.livejournal.com/13766.html
15. Крымова Д. А. Удовлетвори свой инстинкт театральности! / Д. А. Крымова // Журнал практического психолога. — 2010. — № 3. — 200 с. — (Тематич. вып. : Психодрама и театр). — С. 3–7.
16. Литвиненко Л. И. Новые аспекты плейбэк-театра: психотерапия на сцене / Л. И. Литвиненко // Журнал практического психолога. — 2013. — № 5. — 212 с. — (Спец. вып. : «Плейбэк Театр в сфере практической психологии»). — С. 23–36.
17. Литвиненко Л. И. Киевский театр Playback «Отражение». Театр общения и действия / Л. И. Литвиненко // Псі. — 2008. — № 1(2). — 186 с. — С. 144—146.
18. Литвиненко Л. И. Плейбек-театр — театр или психотерапия? 10 лет плейбек-театра в Украине / Л. И. Литвиненко // Психодрама и современная психотерапия. — 2012. — № 1–2. — 160 с. — С. 22–31.
19. Нида В. О «Плейбек-Театре» [Электронный ресурс] / Вероника Нида // Опубликовано в сети Интернет 23.10.2007. — Режим доступа: http://flogiston.ru/articles/therapy/playback
20. Павлин Д. А. Необходимость подготовки актеров плейбек-театра / Д. А. Павлин // Психодрама и современная психотерапия. — 2012. — № 1–2. — 160 с. — С. 120—125.
21. Павлін Д. О. Психологічні особливості розвитку спонтанності особистості у віці ранньої дорослості: дис. … канд. психол. наук: спец. 19.00.07 «Педагогічна та вікова психологія» / Павлін Дар'я Олександрівна. — К. : Київський національний університет імені Тараса Шевченка, 2016. — 238 с.
22. Савинов В. В. О роли кондактора в плейбек-интервью / В. В. Савинов // Психодрама и современная психотерапия. — 2012. — № 1–2. — 160 с. — С. 126—129. — Режим доступа: https://www.academia.edu/33833647
23. Савінов В. В. Особливості використання плейбек-театру в роботі з внутрішньо переміщеними особами / Савінов Володимир Вікторович // Робота з травмами війни. Український досвід : матеріали Першої всеукраїнської науково-практичної конференції (м. Київ, 28–31 березня 2018 р.) / [за наук. ред. Л. А. Найдьонової, О. Л. Вознесенської, В. В. Савінова та ін.]. – К. : Золоті ворота, 2018. – 170 с. – С. 96–101.
24. Савинов В. В. Плейбек-театр как социально-психологическая практика, искусство и социальный продукт: возможности и предостережения : фонограмма круглого стола [Электронный ресурс] / В. В. Савинов, Е. Л. Вознесенская, В. А. Климчук и др. – К. : ЭБ НАПН Украины, 2013. – 37 с. – Режим доступа (с 06.05.2016): http://lib.iitta.gov.ua/165885/
25. Савінов В. В. Плейбек-театр як технологія відновлення особистості, що переживає наслідки травматизації / В. В. Савінов // Соціально-психологічні технології відновлення особистості після травматичних подій: практичний посібник / [Т. М. Титаренко, М. С. Дворник, В. О. Климчук та ін.] ; за наук. ред. Т. М. Титаренко / Національна академія педагогічних наук України, Інститут соціальної та політичної психології. — Кропивницький: Імекс-ЛТД, 2019. — 220 с. — С. 182—190. — Режим доступу: https://www.academia.edu/40028931/
26. Савинов В. В. Развивающая практика плейбек-театра / Савинов Владимир Викторович // Территория детской психотерапии. Дискурс разных школ: матер. второй и третьей науч.-практ. конф. ПАДАП (Киев, 2011—2012). — К. : ПАДАП, 2013. — 156 с. — С. 122—125.
27. Савінов В. В. Атмосфера плейбек-театру: від глядача до автора / Савінов В. В. // Соціально-психологічні особливості професійної діяльності працівників соціальної сфери: обсерваторія душі: матер. V всеукр. наук.-практ. конф. з міжнар. участю (Мелітополь, 25–27 травня 2012) / упоряд. О. Т. Плетка. — К.–Мелітополь: Золоті ворота, 2012. — 58 с. — С. 21–24.
28. Савінов В. В. Відновлювальні ефекти плейбек-театру для людей, що переживають наслідки травматичних подій / В. В. Савінов // Способи підвищення соціально-адаптивних можливостей людини в умовах переживання наслідків травматичних подій: методичні рекомендації / НАПН України, Ін-т соц. та політ. психології ; за наук. ред. Т. М. Титаренко. — Кропивницький: Імекс-ЛТД, 2017. — 80 c. — С. 41–46.
29. Савінов В. В. Вплив плейбек-театру на особистість, що переживає наслідки травматичних подій / В. В. Савінов // Психологічна допомога особистості, що переживає наслідки травматичних подій: зб. статей за матер. укр.-пол. наук. семінару (Київ, 20–21 червня 2015) / Ін-т соц. та політ. психології НАПН України ; Представництво Польської академії наук у м. Києві ; Соціально-психологічний методичний реабілітаційний центр ; [наук. ред. Т. М. Титаренко]. — К. : Міленіум, 2015. — 150 с. — С. 133—143.
30. Савінов В. В. Інтерактивний психологічний театр як засіб профілактики та подолання стресових ситуацій / В. В. Савінов // Профілактика порушень адаптації молоді до повсякденних стресів і кризових життєвих ситуацій: навч. посіб. / Національна академія педагогічних наук України, Ін-т соц. та політ. психології ; за наук. ред. Т. М. Титаренко. — К. : Міленіум, 2011. — 272 с. — С. 189—208.
31. Савінов В. В. Концепт «наративної ретикуляції» як соціально-психологічного ефекту плейбек-театру / Савінов Володимир // Простір арт-терапії: можливості інтеграції: матер. XIV Міжнар. міждисциплін. наук.-практ. конф. (м. Київ, 23–25 лютого 2017 р.) / [за наук. ред. А. П. Чуприкова, Л. А. Найдьонової, О. Л. Вознесенської, О. М. Скнар]. — К. : Золоті ворота, 2017. — 164 с. — С. 89–94. — Режим доступу: https://www.academia.edu/33904565
32. Савінов В. В. Плейбек-театр як соціально-психологічна практика, мистецтво та соціальний продукт: можливості й застереження : стенограма круглого столу [Електронний ресурс] / В. В. Савінов, О. Л. Вознесенська, В. А. Климчук та ін. – К. : ЕБ НАПН України, 2013. – 37 с. – Режим доступу (з 02.06.2017): http://lib.iitta.gov.ua/165899/ https://www.academia.edu/33846713
33. Савінов В. В. Практики плейбек-театру як способу особистісного життєконструювання: підрозділ 4.2 / В. В. Савінов // Психологія життєтворення особистості в сучасному світі: моногр. / Ю. Д. Гундертайло, В. О. Климчук, О. Я. Кляпець та ін. ; за наук. ред. Т. М. Титаренко ; НАПН України, Ін-т соц. та політ. психології. — К. : Міленіум, 2016. — 320 c. — С. 273—290.
34. Савінов В. В. Про психологічну «експертність» плейбек-театру / В. В. Савінов // Простір арт-терапії: мистецтво життя: матер. ХІІ-тої Міжнар. міждисциплін. наук.-практ. конф. (Київ, 27–28 лютого 2015) / за наук. ред. А. П. Чуприкова, Л. А. Найдьонової, О. Л. Вознесенської, О. М. Скнар. — К. : Золоті ворота, 2015. — 152 с. — С. 62–64.
35. Савінов В. В. Робота плейбек-театру з емоціями: нюанси співпраці з оповідачем / Володимир Савінов // Простір арт-терапії: палітра почуттів: матер. ХІІІ Міжнар. міждисципл. наук.-практ. конф. (Київ, 25–27 лютого 2016). — К. : Золоті ворота, 2016. — С. 59–62. — Режим доступу: https://www.academia.edu/33904547
36. Савінов В. В. Театр Playback як засіб розвитку особистості / Савінов Володимир // Простір арт-терапії: міф, метафора, символ: матер. V міждисциплін. наук.-практ. конф. з міжнар. участю «Простір арт-терапії: міф, метафора, символ» (Київ, 28 лютого — 1 березня 2008) / за наук. ред. А. П. Чуприкова та ін. — К. : Міленіум, 2008. — 102 с. — С. 95–96.
37. Салас Джо. Играем реальную жизнь в Плейбек-театре / Джо Салас ; пер. с англ. М. Ю. Кривченко. — М. : Когито-Центр, 2009. — 160 с.
38. Салас Джо. Роль кондактора в плейбек-театре / Джо Салас // Журнал практического психолога. — 2013. — № 5. — 212 с. — (Спец. вып. : Плейбэк Театр в сфере практической психологии). — С. 14–22.
39. Саначина О. Г. Ритуал и присутствие актера на сцене / О. Г. Саначина // Журнал практического психолога. — 2013. — № 5. — 212 с. — (Спец. вып. : «Плейбэк Театр в сфере практической психологии»). — С. 168—176.
40. Славянова Н. Н. Фестиваль театров спонтанности в Будапеште / Н. Н. Славянова // Психодрама и современная психотерапия. — 2002. — № 1. — 72 с. — С. 62–63.
41. Титова Е. В. Переживание страха и импровизационная свобода плейбек-актера / Е. В. Титова // Психодрама и современная психотерапия. — 2012. — № 1–2. — 160 с. — С. 87–103.
42. Фокс Дж. Об отличиях Плейбек-Театра от психодрамы [Электронный ресурс] / Джонатан Фокс // Опубликовано в сети Интернет 27.09.2008. — Режим доступа : http://www.psihodrama.ru/t165.html
43. Фокс Дж. Плейбек-театр — психотерапия ли это? / Дж. Фокс // Психодрама и современная психотерапия. — К., 2012. — № 1–2. — 160 с. — С. 6–21.
44. Фокс Дж. Плейбэк-театр / Джонатан Фокс // Журнал практического психолога. — 2013. — № 5. — 212 с. — (Спец. вып. : «Плейбэк Театр в сфере практической психологии»). — С. 5–13.
45. Фокс Дж. Роль импровизационного театра в Нью-Йорке / Дж. Фокс // Журнал практического психолога. — 2010. — № 3. — 200 с. — (Тематич. вып. : Психодрама и театр). — С. 33–47.
46. Чернова К. С. Плейбэк-театр и нарративная психология / Чернова Ксения Сергеевна // Журнал практического психолога. — 2013. — № 5. — 212 с. — (Спец. вып. : «Плейбэк Театр в сфере практической психологии»). — С. 37–54.
47. Fox A-L. J. (2013) Restoring performance: personal story, place, and memory in post-Katrina: doctoral diss. for PhD degree: department «Theatre» / Anne-Liese Juge Fox. — Baton Rouge: Louisiana State University, 2013. — 205 p. — Access mode : http://digitalcommons.lsu.edu/gradschool_dissertations/967
48. Fox J. (2003) Acts of service. Spontaneity, Commitment, Tradition in the Nonscripted Theatre / Jonathan Fox. — Reprinted with Afterword. — N.Y. : Tusitala Publishing, 2003. — 284 p.
49. Fox J. (2015). Beyond Theatre: A playback theatre memoir / Jonathan Fox. — N.Y. : Tusitala Publishing, 2015. — 168 p.
50. Fox J. (2016) Narrative Reticulation. An Explanatory Theory for Playback Theatre [Electronic resource] / By Jonathan Fox. — Access mode : http://www.playback-theatre.it/downloads/JFoxNarrativeReticulation.pdf%5Bнедоступне+посилання+з+вересня+2019%5D
51. Fox J. (2015) On Narrative Reticulation [Electronic resource] / By Jonathan Fox // Published in Internet 2015.07.07. — Access mode : http://www.iptn.info/?a=doc&id=300
52. Mc Isaac P. (2013) Playback Theatre and Trauma: an evolving approach / Paul Mc Isaac // Interplay. — 2013. — № 12. — P. 27–28.